# Magnac-Bourg
Magnac-Bourg é uma comuna francesa na região administrativa da Nova Aquitânia, no departamento de Alto Vienne. Estende-se por uma área de 15,11 km². Em 2010 a comuna tinha 1 117 habitantes (densidade: 73,9 hab./km²).